# Satz von Lasry
Der Satz von Lasry, auch genannt unter dem Stichwort  Lasry'sche Gleichung, englisch Lasry's equality oder Lasry equality, ist ein Lehrsatz des mathematischen Gebiets der Funktionalanalysis und wurde etwa um das Jahr 1973 von dem französischen Mathematiker Jean-Michel Lasry vorgelegt. Der Satz gibt eine mit der Ungleichung von Ky Fan direkt verwandte Gleichung für gewisse reelle Funktionen auf topologischen Produkträumen.

## Formulierung des Satzes
Der Monographie von Jürgen Heine folgend lässt sich der Satz folgendermaßen formulieren:
Gegeben seien ein nichtleerer kompakter pseudometrischer Raum {\displaystyle X} sowie ein halbnormierter {\displaystyle \mathbb {R} }-Vektorraum {\displaystyle V} und darin eine nichtleere konvexe Teilmenge {\displaystyle Y\subseteq V} mit {\displaystyle C(X,Y)} als der zugehörigen Menge der stetigen Abbildungen .
Gegeben sei weiter eine reelle Funktion {\displaystyle f\colon X\times Y\to \mathbb {R} }.
Dabei sei einerseits für jedes {\displaystyle x\in X} die untergeordnete Funktion {\displaystyle f(x,{\cdot })\colon Y\to \mathbb {R} \;,\;y\mapsto f(x,y)\;,\;} konkav und nach oben beschränkt und andererseits für jedes {\displaystyle y\in Y} die untergeordnete Funktion {\displaystyle f({\cdot },y)\colon X\to \mathbb {R} \;,\;x\mapsto f(x,y)\;,\;} unterhalbstetig.

Dann gilt
{\displaystyle \inf _{x\in X}\sup _{y\in Y}{f(x,y)}=\sup _{\phi \in C(X,Y)}\inf _{x\in X}{f(x,{\phi (x)})}}.

## Allgemeiner Hintergrund
Im Zusammenhang mit dem Satz von Lasry ist das folgende allgemeine Resultat bedeutsam:
Gegeben seien nichtleere Mengen {\displaystyle X} und {\displaystyle Y} mit {\displaystyle Y^{X}} als der zugehörigen Menge der Abbildungen  sowie eine reelle Funktion {\displaystyle f\colon X\times Y\to \mathbb {R} }.
Dabei sei für jedes {\displaystyle x\in X} die untergeordnete Funktion {\displaystyle f(x,{\cdot })\colon Y\to \mathbb {R} } nach oben beschränkt.

Dann gilt
{\displaystyle \inf _{x\in X}\sup _{y\in Y}{f(x,y)}=\sup _{\phi \in Y^{X}}\inf _{x\in X}{f(x,{\phi (x)})}}.

## Anmerkung
Der Satz von Lasry besagt also, dass in der dort genannten Situation die entsprechende Gleichung mit {\displaystyle C(X,Y)} anstelle von {\displaystyle Y^{X}} richtig ist.